# 土御門晴雄
土御門 晴雄（つちみかど はれたけ）は、江戸時代後期の公卿。陰陽頭・土御門晴親の子。官位は正三位・民部卿。土御門家陰陽道の事実上の最後の当主。家禄は183石6斗。

## 経歴
文政10年（1827年）6月5日（文政12年（1829年）6月5日午刻とも）、土御門晴親と家女房・圭順院との間に誕生。天保4年（1833年）10月18日に従五位上に叙されて、同10年（1839年）に元服して従五位上・大膳大夫。同13年（1842年）に陰陽頭となる。嘉永2年（1849年）に右兵衛佐を兼ねる。安政2年（1855年）には正四位下となり、安政5年（1858年）の廷臣八十八卿列参事件に参加する。同年12月1日に行われた江戸幕府14代将軍・徳川家茂の就任式に際して侍従高倉永祜と共に勅使として江戸城に派遣されている。翌年の3月には従三位、8月には民部卿に転じて、元治元年（1864年）には正三位となった。明治元年（1868年）民部卿を辞任。
明治維新によって江戸幕府が崩壊すると、新政府に働きかけて旧幕府の天文方を廃止に追い込んで、編暦・頒暦といった暦の権限のみならず、測量・天文などの管轄権を陰陽寮が掌握する事に成功する。当時の新政府の中においては、富国強兵や殖産興業に直接繋がらないとみなされた天文学や暦法に関する関心が極端に低かったのである。更に洋学者の間で高まりつつあった太陽暦導入に反対して、天保暦を改暦して太陰太陽暦の継続を図るように提案したものの、今度は逆に新政府の関心の低さが災いして、改暦は見送られる事になった。晴雄はなおも改暦を要求したが、病に倒れ43歳で薨去。法号は楊光院殿正三位安倍晴雄卿。墓所は京都梅小路梅林寺にある。
晴雄の実子・晴綱が慶応4年（1868年）に死去していたため、錦織家からの養子である和丸（後の土御門晴榮）が後を継いだ。和丸はまだ幼く、更に新政府にも天文や測量は科学の礎でありまた陸海軍の円滑な運営にも欠かせないという正確な認識が広まると共に、それらが古い陰陽寮に縛られる事への危惧や、非科学的な陰陽道が日本の近代科学導入の障害になる事が指摘されるようになり、新政府は晴雄の死の翌年の明治3年（1870年）、陰陽寮を解体した。また暦法は、明治5年（1872年）末に太陽暦であるグレゴリオ暦に移行された。

## 系譜[1]
- 父：土御門晴親
- 母：圭順院（家女房）
- 妻：廣橋三成女
  - 男子：土御門晴綱
- 生母不明の子女
  - 女子（早逝）
  - 女子（早逝）
  - 男子（早逝）
  - 土御門益子（土御門晴榮室）
- 養子
  - 男子：土御門晴榮 - 錦織久隆の次男